# Karl Manteuffel

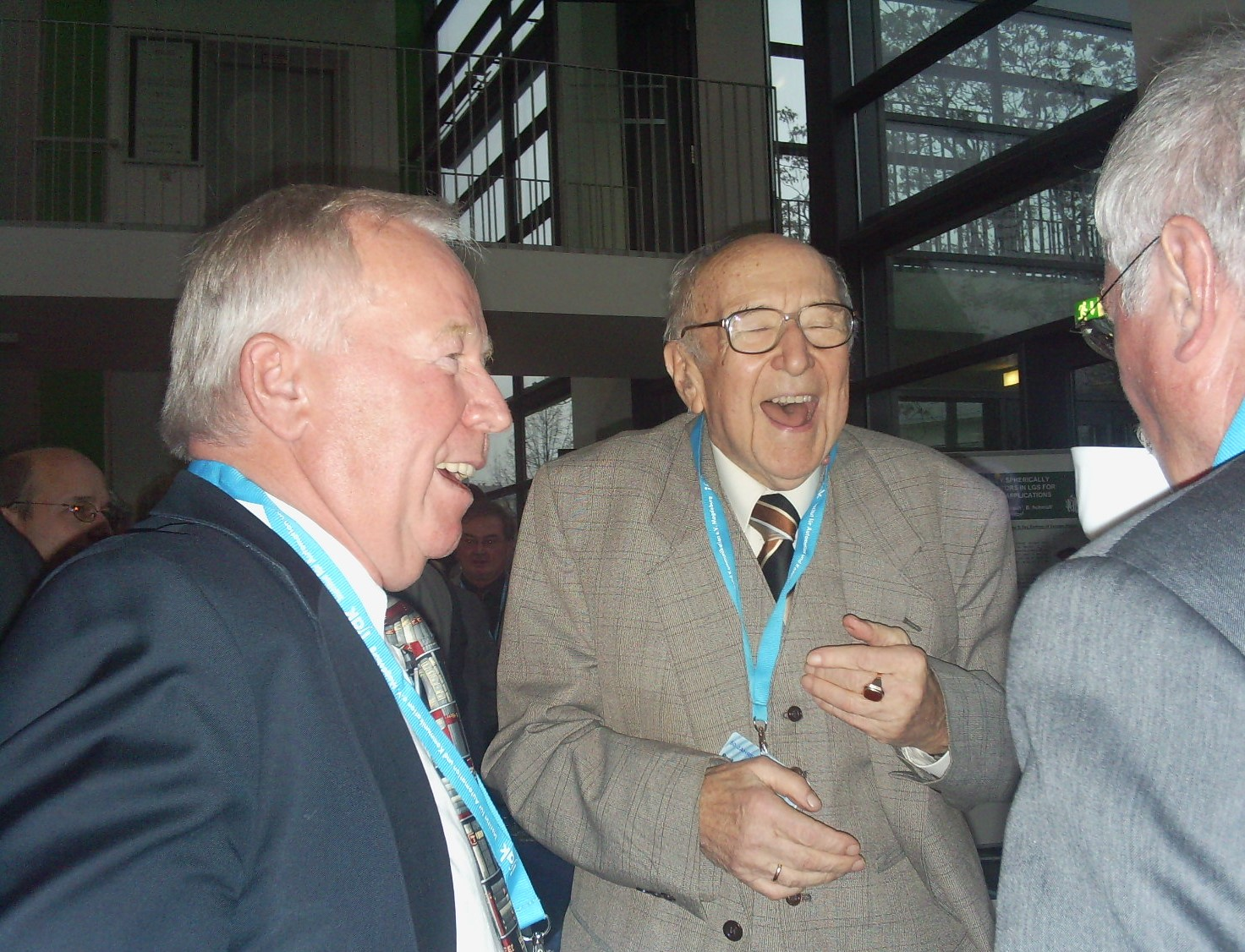
Karl Manteuffel (Mitte) und Richard Teßmer auf der Tagung '50 Jahre Elektrotechnik an der TH Magdeburg' (2008)

Karl Manteuffel (* November 1924; † 28. August 2014 in Magdeburg) war ein deutscher Mathematiker und Professor für Lineare Optimierung und Lineare Algebra sowie Operations Research und  Spieltheorie. Bekannt wurde er als Autor und Herausgeber von mathematischen Lehrbüchern und umfangreichen Lehrbuchreihen für Nichtmathematiker (MINÖL).

## Leben und Wirken
Karl Manteuffel absolvierte vor dem und während des Zweiten Weltkrieges eine Schulausbildung, die er 1943 mit dem Abitur abschloss. Danach studierte er an der Martin-Luther-Universität in Halle (Saale) bis 1950 Mathematik und erlangte seinen Abschluss als Mathematiker. Anschließend promovierte er hier im Jahr 1954 zum Dr. rer. nat.
Sein Berufseinstieg erfolgte als Mathematiker an der damaligen Hochschule für Schwermaschinenbau Magdeburg. Als Oberassistent und dann als Dozent und seit 1959 als Professor an der Technischen Hochschule „Otto von Guericke“ und der Technischen Universität „Otto von Guericke“ sowie der Otto-von-Guericke-Universität lagen seine wesentlichen Aufgabengebiete in der inhaltlichen und organisatorischen Gestaltung der Mathematikausbildung, vorzugsweise für Ingenieurstudenten. Seine früheren Studenten erinnern sich an die methodisch gut aufgebauten Vorlesungen und an sein exaktes Tafelbild.
Weiterhin war er mit Aufbau und Durchführung von anwendungsorientierten Forschungen befasst. In enger Kooperation mit Fachleuten der Praxis und mit Hochschullehrern technischer Fachrichtungen wurden Probleme aus dem Bereich des Maschinenbaus, der Metallurgie und des Verkehrswesens unter Einsatz verschiedener mathematischer Methoden aus Stochastik und Spieltheorie, Algebra und Zahlentheorie, Graphentheorie und Netzplantechnik, aus linearer und nichtlinearer Optimierung bearbeitet. In diesem Zusammenhang erlangte er auch seine Habilitation (Promotion B) zum Dr. sc. nat. sowie als Vorbedingung hierzu die Facultas Docendi.
Manteuffel legte ein umfangreiches publizistischer Werk vor als Buchautor der Kapitel „Mathematik und Operations Research“ in den Bänden 1 und 4 des Wissensspeichers für Technologen sowie als Herausgeber der 9-bändigen Lehrbuchreihe Mathematik für Technische Hochschulen (mit Lizenzausgaben in der Schweiz). Bedeutenden Anteil hatte er als Mitbegründer, Herausgeber und Autor der modularisierten Lehrbuchreihe Mathematik für Ingenieure, Naturwissenschaftler, Ökonomen und Landwirte (MINÖL), deren 27 Bände und 4 Übungsbände auch in der Schweiz und der Bundesrepublik Deutschland als Lizenzausgabe erschienen. Nach der deutschen Wiedervereinigung wurde diese Reihe fortgeführt. An 17 der inzwischen 44 Bände war er als verantwortlicher Herausgeber oder Autor beteiligt. Auch wissenschaftshistorische Beiträge gehen auf Manteuffel zurück. Darüber hinaus ist er Autor und Mitautor populärwissenschaftlicher Bücher.

## Mitgliedschaften und Ehrungen (Auswahl)
- Mitgliedschaft und enge Kooperation in der Kammer der Technik (KDT)
- Mitglied im Verein Deutscher Ingenieure (VDI), Arbeitskreis Senioren
- Humboldt-Medaille in Gold, zweimal verliehen: für seine Arbeit zu Anwendungen der Mathematik sowie für seinen Anteil als Mitglied des Herausgebergremiums von MINÖL
- Ehrenmedaille der Mathematischen Gesellschaft
- Ehrenzeichen des VDI für 40-jährige Mitgliedschaft
- Ehrentitel Magdeburger des Jahres 2011 für seine theoretische Basis bei der Wiederentdeckung der „Gruson-Scheibe“, einer der ersten Rechenmaschinen der Welt.

## Publikationen (Auswahl)
- Werner Groth, Karl Manteuffel: Analytische Geometrie der Ebene. Fachbuchverlag, Leipzig 1956.
- Vektoranalysis – Nach den entsprechenden Kapiteln der Vorlesung Höhere Mathematik gehalten an der Hochschule für Schwermaschinenbau, Magdeburg. Deutscher Verlag der Wissenschaften, Berlin 1957.
- Matrizen und Determinanten – Nach den entsprechenden Kapiteln der Vorlesung Höhere Mathematik gehalten an der Hochschule für Schwermaschinenbau, Magdeburg. Deutscher Verlag der Wissenschaften, Berlin 1957.
- Karl Manteuffel, Egon Seiffart: Einführung in die lineare Algebra und lineare Optimierung. BSB Teubner, Leipzig; Verlag Chemie, Weinheim/Bergstraße 1970.
- Heinz Glade, Karl Manteuffel: Am Anfang stand der Abacus – aus der Kulturgeschichte der Rechengeräte. Mit Kapitelillustrationen von Erhard Schreier und Textzeichnungen von Hasso Seyferth. Urania-Verlag, Leipzig; Jena; Berlin 1973.
- Horst Kadner (Hrsg.), Egon Seiffart, Karl Manteuffel: Lineare Optimierung. BSB Teubner, Leipzig 1974, Verlag Harri Deutsch, Thun; Frankfurt/Main 1981, 2. Auflage 1982, 3. Auflage 1985, 4. Auflage 1988, 5. Auflage 1991.
- Karl Manteuffel, Egon Seiffart, Klaus Vetters: Lineare Algebra. BSB Teubner, Leipzig 1975, 2. Auflage 1978, Verlag Harri Deutsch, Thun; Frankfurt/Main 1978, 3. Auflage 1980, 4. Auflage 1982, 5. Auflage 1985, 6. Auflage 1987, 7. Auflage 1988.
- H. Erfurth (Hrsg.), Karl Manteuffel, Dieter Stumpe: Spieltheorie. BSB Teubner, Leipzig 1977, 2. Auflage 1979, 3. Auflage 1990, ISBN 978-3-322-00724-7.
- Jürgen Flachsmeyer, Uwe Feiste, Karl Manteuffel: Mathematik und ornamentale Kunstformen. Teubner, Leipzig 1990, ISBN 978-3-322-00679-0; Verlag Harri Deutsch, Thun; Frankfurt/Main 1978, ISBN 978-3-8171-1157-2.
- K. Manteuffel (Hrsg.), Karl-Heinz Gärtner: Analysis in Fragen und Übungsaufgaben. Teubner, Stuttgart; Leipzig 1995, ISBN 978-3-8154-2088-1.
- Karl Manteuffel (Hrsg.), Ernst-Adam Pforr, Winfried Schirotzek: Differential- und Integralrechnung für Funktionen mit einer Variablen. 9. Auflage. Teubner, Stuttgart; Leipzig 1993, ISBN 978-3-8154-2040-9.
- Karl Manteuffel (Hrsg.), Karl-Heinz Körber, Ernst-Adam Pforr: Integralrechnung für Funktionen mit mehreren Variablen. 8. Auflage. Teubner, Stuttgart; Leipzig 1993, ISBN 978-3-8154-2042-3.
- Karl Manteuffel (Hrsg.), Horst Wenzel, Gottfried Heinrich: Analysis – Übungen. 6 Bände. Teubner, Leipzig 1982–1984.
- Karl Manteuffel (Hrsg.), Horst Wenzel, Gottfried Heinrich: Übungsaufgaben zur Analysis. 11 Bände. Teubner, Stuttgart; Leipzig 1987–1999.